# FlightLinux
FlightLinux – specjalna dystrybucja systemu operacyjnego Linux, która była przeznaczona do użytku na komputerach i mikrokontrolerach zainstalowanych na wahadłowcach kosmicznych i satelitach NASA. FlightLinux jest systemem czasu rzeczywistego dzięki czemu gwarantuje nieprzekroczenie pewnych limitów czasu w reakcji na zaistniałe zdarzenia. System bazuje na innej dystrybucji Linuksa - ELKS, która została wybrana ze względu na małe zużycie zasobów. Łączy też elementy innych dystrybucji.
System miał pierwotnie zostać użyty na satelitach UoSAT-12. Nie doszło jednak do tego i do chwili obecnej FlightLinux nie doczekał się lotu w kosmos. Dyrektor projektu, Pat Stakem, oświadczył, iż w połowie roku 2002 wstrzymano prace nad kontynuacją dystrybucji.
Kod źródłowy FlightLinux nie jest publicznie dostępny ze względu na amerykańskie przepisy dotyczące eksportu oprogramowania kosmicznego.